# American Beauty/American Psycho
American Beauty / American Psycho (a veces abreviado como AB/AP ) es el sexto álbum de estudio de la banda de rock americana Fall Out Boy, que se estrenó el 16 de enero de 2015, a través de Island Records como el seguimiento de álbum de regreso de la banda, Save Rock and Roll. La banda escribió música mientras estaba de gira con Paramore mediados de 2014 y se convirtió en un nuevo álbum.
El lanzamiento del álbum fue precedido por la publicación del sencillo «Centuries», publicado el 9 de septiembre de 2014. El tema que da título al álbum fue lanzado como segundo sencillo el 15 de diciembre de 2014, estrenándose un mes antes en radios. Debutó en el puesto número 1 del Billboard 200.  
En apoyo del registro, Fall Out Boy tocó Soundwave en Australia y se han programado para una gira por Reino Unido y una gira co-título en un tour de Estados Unidos, The Boys of Zummer, junto al rapero Wiz Khalifa

## Antecedentes y grabación
Fall Out Boy comenzó a escribir para su sexto álbum de estudio en el verano de 2014, mientras que todavía la promoción de su versión anterior Save Rock and Roll en la gira Monumentour con banda estadounidense Paramore.  La grabación comenzó poco después, con el sencillo «Centuries» ser una de las primeras canciones que ser escrito y grabado.  A finales de noviembre, todas las canciones fueron escritas y el álbum fue un 80%, pero el acabado siendo necesario. Mientras con su anterior álbum, la banda estaba empezando a darse cuenta de que los métodos de grabación de música han diferido desde su hiato, pero tienen plenamente abrazado los cambios para la grabación de American Beauty / American Psycho. El productor Jake Sinclair hizo la banda se da cuenta de que las partes grabadas como demos en las computadoras portátiles son capaces de llegar al producto final. 
Desde el lanzamiento de «Centuries» la banda declaró que el álbum podría ser lanzado tan pronto como «principios de 2015». En cuanto a su sonido, el bajista Pete Wentz describió el nuevo material era como «David contra Goliat» que experimenta con sonidos contemporáneos impregnada de pop punk y pop rock.. De acuerdo con Patrick Stump, «Todo lo que puedo decir es, algunas personas les encanta. Algunas personas lo odiarán. A los cuatro nos gusta mucho, así que estamos contentos» 

## Lista de canciones
| N.º | Título                            | Duración |  |
| 1.  | «Irresistible»                    | 3:26     |  |
| 2.  | «American Beauty/American Psycho» | 3:15     |  |
| 3.  | «Centuries»                       | 3:48     |  |
| 4.  | «The Kids Aren't Alright»         | 4:20     |  |
| 5.  | «Uma Thurman»                     | 3:31     |  |
| 6.  | «Jet Pack Blues»                  | 2:59     |  |
| 7.  | «Novocaine»                       | 3:46     |  |
| 8.  | «Fourth of July»                  | 3:44     |  |
| 9.  | «Favorite Record»                 | 3:23     |  |
| 10. | «Immortals»                       | 3:09     |  |
| 11. | «Twin Skeletons (Hotel in NYC)»   | 3:40     |  |

## Otros antecedentes
- La canción "Favorite Record" es parte del soundtrack de la película The Duff , basada en el libro del mismo nombre de Kodi Keplinger.
- La canción "Immortals" fue la canción principal de la película Big Hero 6 de Disney
- El video musical de la canción "Uma Thurman" ganó un premio como mejor video rock, en los MTV Video Music Awards en el año 2015
- La canción "Irresistible" tiene una versión colaborativa con la cantante Demi Lovato